# Hollnseth
Hollnseth is een gemeente in de Duitse deelstaat Nedersaksen. De gemeente maakt deel uit van de Samtgemeinde Börde Lamstedt in het Landkreis Cuxhaven. Hollnseth telt 890 inwoners. De gemeente omvat twee dorpen: Hollen en Abbenseth.
- Gemeinsame Normdatei: 7597838-6
- Virtual International Authority File: 244774262